# Nokia Lumia 925
Nokia Lumia 925 là một điện thoại thông minh được phát triển bởi Nokia. Nó chạy trên hệ điều hành Windows Phone 8 của Microsoft. Lumia 925 được công bố vào ngày 14 tháng 5 năm 2013, với miêu tả như là một "phiên bản mới" của Nokia Lumia 920. Nó được phát hành vào tháng 6 năm 2013.
So sánh với Nokia Lumia 920 nặng 185g, dày 10.7mm, thì Nokia Lumia 925 nặng 139g và dày 8.5mm, thiếu sạc không dây.

## Có sẵn
Điện thoại có sẵn ở thị trường chính châu Âu bắt đầu vào tháng 6 năm 2013, với giá ước tính 470 Euros. Nó cũng có sẵn ở Ấn Độ thông qua các trang mua sắm trực tuyến. Điện thoại cao cấp của Nokia của T-Mobile ở Mỹ sẵn bán ra vào 17 tháng 6 năm 2013.

## Biến thể
| Model              | RM-892                                                     | RM-893                                                                                        | RM-910 (Nokia Lumia 925T)                                                                     |
| ------------------ | ---------------------------------------------------------- | --------------------------------------------------------------------------------------------- | --------------------------------------------------------------------------------------------- |
| Quốc gia           | Quốc tế                                                    | Mỹ                                                                                            | châu Á                                                                                        |
| Nhà mạng/cung cấp  | Quốc tế                                                    | T-Mobile USA và AT&T Mobility                                                                 | China Mobile và China Unicom                                                                  |
| 2G                 | Quad-band GSM/EDGE (850/900/1800/1900 MHz)                 | Quad-band GSM/EDGE (850/900/1800/1900 MHz)                                                    | Quad-band GSM/EDGE (850/900/1800/1900 MHz)                                                    |
| 3G                 | Quad-band HSPA+ 1, 2, 5/6, 8 (850/900/1900/2100 MHz)       | Penta-band HSPA+ 1, 2, 4, 5/6, 8 (850/900/AWS/1900/2100 MHz) (AT&T version does not have AWS) | Penta-band HSPA+ 1, 2, 4, 5/6, 8 (850/900/AWS/1900/2100 MHz) (AT&T version does not have AWS) |
| 4G                 | Penta-band LTE 1, 3, 7, 8, 20 (2100/1800/2600/900/800 MHz) | Quad-band LTE 2, 4, 5, 17 (700/850/1700/1900 MHz)                                             | Có                                                                                            |
| Mạng tốc độ tối đa | LTE: 100 Mbit/s                                            | LTE: 100 Mbit/s                                                                               | HSPA+: 21 Mbit/s                                                                              |

 Nokia US. Truy cập ngày 21 tháng 5 năm 2013; GSM Insider. Truy cập ngày 17 tháng 5 năm 2013